# حسام مسعود
حسام مسعود هو لاعب كرة طائرة من وضع الجلوس مصري، فاز مع منتخب مصر ثلاث برونزيات في دورات الألعاب البارالمبية 2004 .2024و2016..